# Trachylepis homalocephala
Espèce
Synonymes
- Scincus homolocephalus Wiegmann, 1828
- Mabuya homalocephala (Wiegmann, 1828)
- Mabuya peringueyi Boulenger, 1888
- Mabuya punctata Anderson, 1900
- Mabuya homalocephala smithii Fitzsimons, 1943

Trachylepis homalocephala est une espèce de sauriens de la famille des Scincidae.

## Répartition
Cette espèce se rencontre au Afrique du Sud, en Namibie et dans le Centre du Mozambique.

## Publication originale
- Wiegmann, 1828 : Beyträge zur Amphibienkunde. Isis von Oken, vol. 21, no 4, p. 364-383 (texte intégral).